# Unterschwarzen
Unterschwarzen ist eine Ortschaft in der Gemeinde Wipperfürth im Oberbergischen Kreis im Regierungsbezirk Köln in Nordrhein-Westfalen (Deutschland).

## Lage und Beschreibung
Der Ort liegt im Südwesten der Stadt Wipperfürth im Tal des Schwarzenbaches. Nachbarorte sind Grund, Julsiefen, Heid, Gerhardsfeld und Buchholz.
Das Naturschutzgebiet Schwarzenbachtal ist von Julsiefen im Norden bis Buchholz im Süden seit 2016 durch einen rechtskräftigen Landschaftsplan geschützt.
Der Ort gehört zum Gemeindewahlbezirk 160 und damit zum Ortsteil Wipperfeld.

## Geschichte
1443 werden die Orte Ober-, Mittel- und Unterschwarzen erstmals unter der Bezeichnung „Swartau“ in einer Einkunfts- und Rechteliste des Kölner Apostelstiftes genannt. Die Karte Topographia Ducatus Montani aus dem Jahre 1715 zeigt an der Stelle von Unterschwarzen zwei Höfe und bezeichnet diese mit „Schwartz“. Aus der Charte des Herzogthums Berg von Carl Friedrich von Wiebeking von 1789 geht hervor, dass Schwarzen Titularort der Honschaft Schwarzen im Kirchspiel Wipperfeld war. Die Topographische Aufnahme der Rheinlande von 1825 zeigt auf umgrenztem Hofraum unter dem Namen „Nied. Schwarzen“ vier getrennt voneinander liegende Grundrisse. Ab der Preußischen Uraufnahme von 1840 lautet die Ortsbezeichnung „Unt. Schwarzen“.

## Busverbindungen
Über die im Ort gelegene Haltestelle der Linie 427 (VRS/OVAG) ist Unterschwarzen an den öffentlichen Personennahverkehr angebunden.

## Wanderwege
Der vom SGV ausgeschilderte örtliche Rundwanderweg A4 führt durch den Ort.